# Wisselagent
Een wisselagent of een geldwisselaar is iemand die uit hoofde van diens beroep geld wisselt voor anderen, zoals een medewerker van een wisselbank of grenswisselkantoor.
In België kon dit beroep ook als zelfstandige worden uitgevoerd. De benaming werd vroeger ook gebruikt voor iemand die als tussenpersoon namens derden gerechtigd was te handelen in aandelen en effecten op de effectenbeurs.